# Pavana

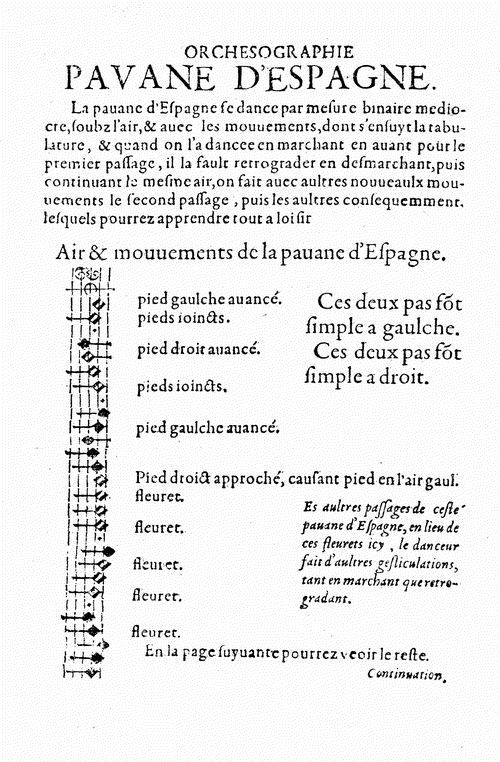
Tablatura de pavana en Orchesographie, tratado de danzas de Thoinot Arbeau del.

La pavana (del italiano pavana) es una danza cortesana en 2/4 o 4/4 de moda en toda Europa en el Renacimiento. Tuvo popularidad particularmente en Italia (como danza, hasta mediados del siglo XVI), en Francia y en Inglaterra (como pieza de concierto, hasta principios del siglo XVII).

## Terminología
No se sabe en concreto cuál es el origen del término pavana. Según el diccionario de la música New Grove existen 2 posibles orígenes:
- Del italiano padovano, lo cual significa procedente de la ciudad de Padua;
- Del pavo (en Idioma castellano) en alusión a los movimientos elegantes de esta ave y que rememora el estilo de la danza.

El decoroso desarrollo de la pavana siguió las novedosas maneras formales que eran hábito en la corte española del siglo XVI, trasladadas a Italia.

## Historia
Por los documentos existentes, se cree que la pavana tendría origen italiano. Los ejemplos más antiguos conocidos están publicados en 1508 en el libro IV de la D'intavolatura di lauto, Tablatura de laúd, de Joan Ambrosio Dalza impresa por Petrucci en Venecia en el año 1508. Este ejemplar contiene 5 pavanas "a la veneciana" y 4 pavanas "a la ferrarense". Esta publicación sería 28 años anterior a El maestro, de Luis de Milán, publicada en Valencia por Francisco Díaz Romano en 1536, y en donde Milán escribiría alguna anotación que refuerza la idea del origen italiano de la danza:
Esta fantasía que se sigue es del octavo tono: y hase de tañer ni muy a espacio ni muy apriessa, sino con un compás bien mesurado. El ayre della remeda al ayre de las pavanas que tañen en Ytalia, que por ser tan aplazible hallaréys luego despues desta fantasía seys fantasías que hos parecerán en su ayre y compostura a las mesmas pavanas que en Ytalia se tañen.
La pavana de este momento poseía rasgos similares a la baja danza del siglo XV. Empezaba con un baile sosegado que daba paso a la introducción. Esta fue una danza muy fácil de bailar compuesta por dos pasos simples: un paso doble hacia delante seguido de 2 pasos simples uno doble hacia atrás, siempre empezando con el pie izquierdo. Esta podía ser interpretada al doble de tiempo.
Thoinot Arbeau cita en su orchésographie (1587) un ejemplo de pavana cantada titulada "Belle qui tiens ma vie". Este ejemplo pasará a ser una canción popular y aparecerá en varias antologías y reediciones, como por ejemplo en el "First Book of consort Lessons" del compositor inglés Thomas Morley.
A finales del siglo XVI Thoinot Arbeau y Thomas Morley empezarán a teorizar sobre lo que es una pavana, ya que estaba empezado a ganar relevancia en las cortes. Arbeau la describirá como una música invariable, con la posibilidad de estar a doble tiempo, y con dos secciones regulables. Morley profundiza más señalando que es una pieza de carácter funerario, con 3 secciones con una proporción exacta y que cada una de estas secciones se repetirán una vez cada una. Esta regla de la proporción se la saltaran compositores posteriores como el compositor Inglés Edward Gibbon.
En 1581 la Pavana se convertirá en una danza más compleja de la mano del compositor Fabritio Caroso, el cual compone la pieza "Il Bailarino" pensada para un bailador profesional.
En los primeros manuscritos del sigo XVI la pavana aparecía frecuentemente como la primera en un grupo de danzas, seguidas por un grupo de danzas más rápido en tiempo ternario. Estas estaban basada en el material armónico y melódico de la pavana inicial. Otras danzas italianas posteriores como saltarello también fueron muy relevantes en el estudio y compresión de la pavana. como en la colección de danzas (‘tutte le pavane hanno el suo saltarello e piva’). El saltarello siempre vendrá precedido por la pavana, y en algunas ocasiones en más número.
En el ámbito de la música para tecla, las primeras danzas para teclado en Italia eran anónimas. Sobrevivieron en un pequeño manuscrito en Venecia, los cuales datan de 1540. Incluyen 15 pavanas seguidas de saltarellos. Las danzas eran variaciones en el mismo grupo armónico. Estos primeros manuscritos estaban escritos en tablatura al teclado.
Los instrumentos a solo de este periodo probablemente no estaban pensados para acompañar en danza, por lo que las danzas fueron decoradas de forma similar al tratamiento que llevaban las chanson y los motetes.
La Pavana en Europa.
A principios y mediados del siglo XVI la pavana está ya bien documentada en Italia y España, con composiciones de músicos como los mencionados Joan Ambrosio Dalza y Luis de milán o Antonio Valente y Antonio de Cabezón. En 1570 la pavana se da en Francia y los Países Bajos. Estas piezas son simples, en estilo homofónico y vienen con la afinación al principio de la partitura. Muchas veces se decoraban con recursos idiomáticos, lo cual era muy común en este periodo.
En Italia la Pavana reemplazaría al Passamezzo.
En Inglaterra las primeras pavanas que sobreviven son "The Emperorse Pavyn" y "King Harry the VIIIth Pavyn" ambas son reducciones para teclado de las 4 partes de la pieza. Los Manuscritos Isabelinos contienen una serie de pavanas del continente en estilo homofónico y simple, similar al contemporáneo del continente. A final de siglo desaparecido como danza y se convirtió en un nuevo significado para los muscos ingleses. En el Manuscrito de Dublín se ve que se decora con un contrapunto a 3 voces, la técnica llevada a por Byrd en las 10 pavadas para piano "My Ladye Nevell’s Booke (1591)". Se imprimieron muy pocas pavanas en Inglaterra. Entre las que se encuentran existen piezas de John Download para laúd violas y violines.
Por extensión, pavana se aplica también a la música que acompaña a la danza, comparable con la más vivaz gallarda. La música de la Pavana sobrevivió cientos de años después que la danza en sí misma fuese abandonada, por ejemplo en la forma de tombeau.
En la corte de Luis XIV fue una danza muy popular, hasta ser sustituida por la Courante.
Una danza emparentada, de movimientos algo más ligeros era el Passamezzo, en muchos casos referido como Pavana-Passamezzo.

## Música
- Tiempo lento binario.

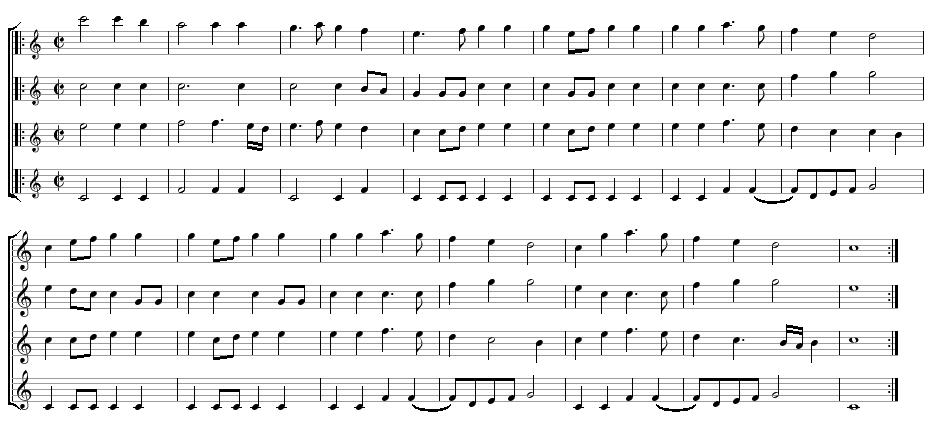
Transcripción moderna de una Pavana editada por Pierre Ataingnant en 1530.

- Generalmente sigue la forma binaria: AA1, BB1, etcétera.
- Generalmente usa contrapunto y acompañamiento homofónico.
- El ritmo, (a menudo marcado por un tamboril) era 1/2-1/4-1/4 (blanca, negra) o similar, seguida por pequeñas variaciones melódicas. Raramente había blancas en el centro del compás.
- Forma musical, generalmente asociada con la gallarda en suites.

## Uso moderno
Los pasos usados en la pavana sobreviven en la actualidad en el «paso indeciso» a veces usado en las bodas.
Las obras musicales modernas tituladas Pavana presentan a menudo un modo arcaico deliberado.
- La Pavana, composición clásica (1887) de Gabriel Fauré.
- El primer movimiento de Ma Mére l'Oye, titulado "Pavane de la Belle au bois dormant" (1910) de Maurice Ravel.
- La obra Pavana para una infanta difunta (1899) de Maurice Ravel.
- La coreografía de la Pavana del páramo (1949) de José Limón.